# 1964 au théâtre
| Années du théâtre : 1961 - 1962 - 1963 - 1964 - 1965 - 1966 - 1967    |
| Décennies du théâtre : 1930 - 1940 - 1950 - 1960 - 1970 - 1980 - 1990 |

Cet article présente les faits marquants de l'année 1964 au théâtre.

## Événements
- Mai : fondation du Théâtre du Soleil par Ariane Mnouchkine qui emménage en 1970 à La Cartoucherie de Vincennes

## Pièces de théâtre représentées
- 16 octobre : Les Cavaleurs de Gaby Bruyère, mise en scène de Christian-Gérard  au théâtre de la Potinière (France)
- 25 mai : The Subject Was Roses de Frank D. Gilroy, créée à Broadway (États-Unis), dans une mise en scène de Ulu Grosbard, avec Jack Albertson, Irene Dailey et Martin Sheen,

## Naissances
- 19 octobre : Agnès Jaoui, comédienne et dramaturge française.

## Décès
- 20 mars : Alexandra Yablotchkina, actrice russe, puis soviétique (°1866)
- 14 mai : Jean d'Yd (°1880)
- 20 novembre : Marguerite Jamois (°1901)